# Stephen F. Austin State University

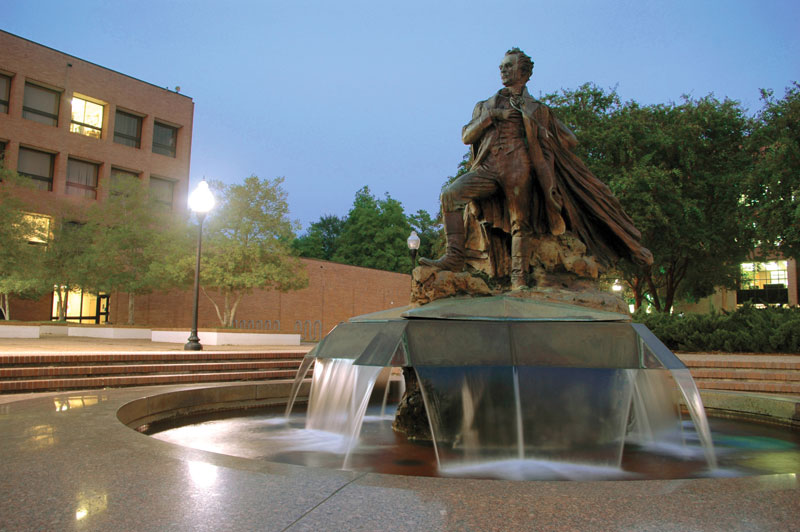
Statue von Stephen F. Austin auf dem Campus

Die Stephen F. Austin State University (auch SFA oder Stephen F genannt) ist eine staatliche Universität in Nacogdoches im Osten des US-Bundesstaates Texas. Sie wurde 1921 gegründet. Sie ist nach Stephen F. Austin benannt, einer der Gründerväter von Texas. Zu der Hochschule gehört ein landwirtschaftliches Forschungszentrum sowie ein Lehrforst. Seit dem 1. Juli 2023 ist die Universität Mitglied des University of Texas Systems.
Die Sportteams der SFA sind die Lumberjacks (Männer) und die Ladyjacks (Frauen). Die Hochschule ist seit 1. Juli 2024 Mitglied der Southland Conference. Das Bowling-Frauenmannschaft nahm an der Conference USA teil, bevor es nach der Saison 2024–25 geschlossen wurde.

## Zahlen zu den Studierenden und den Dozenten
Im Herbst 2020 waren 12.620 Studierende eingeschrieben. Davon strebten 10.987 (87,1 %) ihren ersten Studienabschluss an, sie waren also undergraduates. Von diesen waren 64 % weiblich und 36 % männlich. 1 % kamen aus dem Ausland, weitere 14 % bezeichneten sich als schwarz oder afroamerikanisch, 20 % als Hispanic/Latino. 1.633 Studierende (12,9 %) arbeiteten auf einen weiteren Abschluss hin, sie waren graduates. 530 Dozenten arbeiteten in Vollzeit, 232 in Teilzeit.
2006 waren 11.756 Studierende eingeschrieben.

## Persönlichkeiten
- Don Henley (* 1947), Musiker bei der Band Eagles
- Kylie Ann Louw (* 1989), südafrikanische Fußballspielerin
- Bill Owens (* 1950), war von 1999 bis 2007 Gouverneur von Colorado
- James Silas (* 1949), Basketballspieler in der NBA
- Thomas Walkup (* 1992), Basketballspieler in der griechische Basket League; in Griechenland eingebürgert